# Comtat de Queens (Illa del Príncep Eduard)
El comtat de Queens és un dels tres comtats en què es divideix administrativament la província canadenca de l'Illa del Príncep Eduard.
El comtat ocupa el terç central de l'illa i limita a l'oest amb el Comtat de Prince i a l'est amb el Comtat de Kings.
Amb els seus 2.020 km² de superfície és el més gran de l'illa i també el més poblat, amb 77.866 habitants, segons el cens de 2011. La seu del comtat és la ciutat de Charlottetown, que també és la capital de la província.
El seu nom, Comtat de la Reina, li fou atribuït, el 1765, dedicat a la reina Carlota, esposa de Jordi III del Regne Unit. Per això, la capital fou nomenada Charlottetown.